# Sorex oreopolus
Sorex oreopolus är en däggdjursart som beskrevs av Clinton Hart Merriam 1892. Sorex oreopolus ingår i släktet Sorex och familjen näbbmöss. IUCN kategoriserar arten globalt som livskraftig. Inga underarter finns listade i Catalogue of Life.
Arten når en kroppslängd (huvud och bål) av 88 till 112 mm, en svanslängd av 35 till 46 mm och en vikt av cirka 5 g. Ovansidans päls är sepia och på undersidan förekommer grå päls. Samma färgmönster finns på nästan hela svansen. Arten har i överkäken fyra enkelspetsiga tänder bakom de inre framtänderna och den tredje enkelspetsiga tanden är mindre än den fjärde.
Denna näbbmus förekommer med två populationer i centrala respektive västra Mexiko. Arten lever i bergstrakter mellan 2000 och 4500 meter över havet. Habitatet utgörs av fuktiga ek- eller barrskogar samt av bergsängar.
Troligen har arten samma levnadssätt som andra näbbmöss av släktet Sorex. Den borde äta olika ryggradslösa djur, små ryggradsdjur och olika växtdelar. Hos närbesläktade arter varar dräktigheten 18 till 28 dagar. Ungefär fyra eller fem veckor efter födelsen blir ungarna självständiga. Livslängden går upp till två år.